# Glaucochroïte
La glaucochroïte est un minéral de la classe des silicates, qui appartient au groupe de l'olivine. Il a été nommé d'après le grec γλαυκός bleu ciel et χρώσις coloration, faisant allusion à sa couleur.

## Caractéristiques
La glaucochroïte est un nésosilicate de formule chimique CaMnSiO4. Elle a été approuvée comme espèce valide par l'Association internationale de minéralogie en 1975. Elle cristallise dans le système orthorhombique. Sa dureté sur l'échelle de Mohs est de 6.

## Classification
Selon la classification de Nickel-Strunz, la glaucochroïte appartient à "9.AC - Nésosilicates sans anions additionnels ; cations en coordination octaédrique [6]" avec les minéraux suivants : fayalite, forstérite, kirschsteinite, laihunite, liebenbergite, téphroïte, monticellite, brunogeierite, ringwoodite et chesnokovite.

## Formation et gisements
Elle a été découverte en 1899 dans la mine Franklin, à Franklin, dans le comté de Sussex au New Jersey (États-Unis). Elle a également été décrite en Suède, en Afrique du Sud, en Russie, en Namibie et au Japon.